# Учебно-научный институт «Институт государственного управления» ХНУ имени В. Н. Каразина
Учебно-научный институт «Институт государственного управления» ХНУ имени В. Н. Каразина (укр. Навчально-науковий інститут «Інститут державного управління» ХНУ імені В. Н. Каразіна) — структурное подразделение государственного высшего учебного заведения — Харьковского национального университета имени В. Н. Каразина, которое имеет IV уровень аккредитации и расположено в Харькове.
До 24 февраля 2021 года структурное подразделение государственного высшего учебного заведения — Национальной академии государственного управления при Президенте Украины, которая была главным государственным учебным заведением Украины по подготовке, переподготовке и повышения квалификации государственных служащих и должностных лиц местного самоуправления.

## История

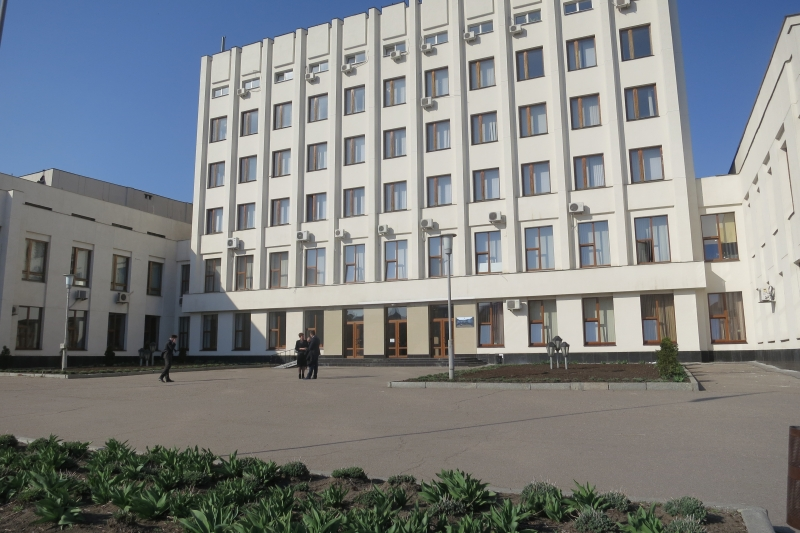
Главный корпус Института государственного управления

В сентябре 1995 г. в Харькове основали филиал Национальной академии государственного управления при Президенте Украины (созданной в мае 1995 г. указом президента Украины). В 2001 г. филиал получил статус регионального института, а с 2003 высшее учебное заведение получило название Харьковский региональный институт государственного управления Национальной академии государственного управления при Президенте Украины (соответственно указу президента Украины от 21 августа). В 2021 году вуз был переподчинён Харьковскому национальному университету имени В. Н. Каразина и получил название «Учебно-научный институт „Институт государственного управления“ ХНУ имени В. Н. Каразина».
18 марта 2022 года в ходе боёв за Харьков российскими обстрелами частично разрушен учебный корпус института.

## Структура
В Институте действует 5 кафедр:
- Кафедра публичного управления и государственной службы
- Кафедра экономической политики и менеджмента
- Кафедра публичной политики
- Кафедра права, национальной безопасности и европейской интеграции
- Кафедра управления персоналом и предпринимательства

Функционирует 3 центра:
- Центр подготовки соискателей высшего образования
- Центр профессионального развития управленческих кадров
- Центр контроллинга и административного обеспечения

## Специализированный ученый совет К 64.051.34 по защите диссертаций
Действует совет по защите кандидатских диссертаций отрасли науки «Государственное управление» по специальностям:
- 25.00.01 — теория и история государственного управления;
- 25.00.02 — механизмы государственного управления.

Председатель диссертационного совета — Дзюндзюк Вячеслав Борисович, доктор наук по государственному управлению, профессор, заведующий кафедрой публичной политики, Харьковский национальный университет имени В. Н. Каразина, специальность 25.00.02.

## Руководство

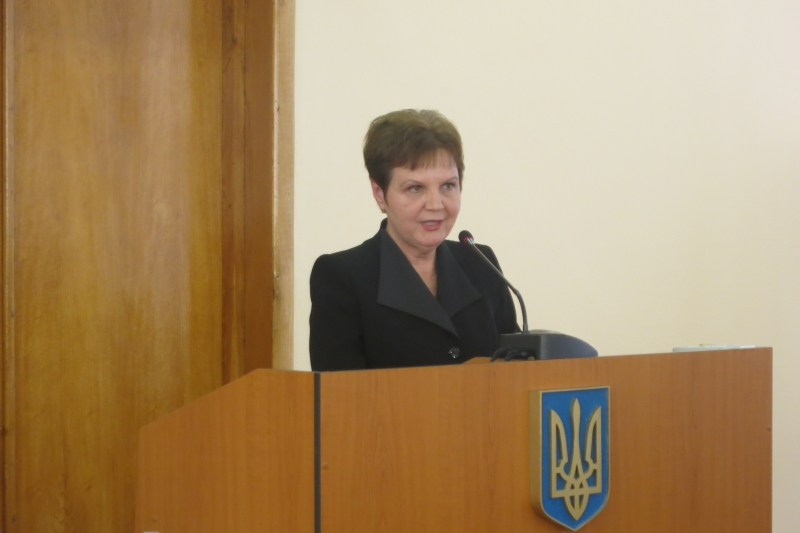
Директор Белова Людмила Александровна

Единственным директором Харьковского филиала (с 1995 г. по 2001 г.) был Мостовой Григорий Иванович.
Директора института:
- Мостовой Григорий Иванович, с 8 ноября 2001 г.[5] по 18 августа 2005 г.[6];
- Говоруха Виктор Владимирович, с 18 августа 2005 г.[7] по 18 июня 2010 г.[8]
- Ландсман Вадим Аркадиевич, с 31 мая 2011 г.[9] по 22 марта 2014 г.[10]
- Белова Людмила Александровна, с 22 марта 2014 г.[11] по настоящее время.

В частности, с 8 ноября 2001 г. по 13 октября 2006 г. должность руководителя ВУЗа именовалась «проректор Национальной академии государственного управления при Президенте Украины  — директор Харьковского регионального института государственного управления Национальной академии государственного управления при Президенте Украины».

## Обучающиеся лица
За 15 лет существования Института дипломы специалистов получили 1433 человека, магистров государственного управления – 3409 человек, кандидатов и докторов наук по государственному управлению – 119 человек. Продолжают свое обучение в бакалавриате, магистратуре, в аспирантуре и докторантуре 1759 человек. Поступили на обучение в 2010 году студентов и слушателей - 621 человек.

## Известные выпускники
- Чернов Сергей Иванович (выпуск 1999 г.).
- Райнин Игорь Львович (выпуск 2000).
- Терехов Игорь Александрович (выпуск 2006 г.).
- Гриценко Анатолий Павлович (выпуск 2007 г.).
- Светличная Юлия Александровна (выпуск 2012).

## Библиотечный фонд
Общий фонд составляют 70,1 тыс. экземпляров, в том числе иностранными языками (английским, немецким, французским, польским) — 3,6 тыс.